# Pădurea Esechioi
Pădurea Esechioi este o rezervație botanică și zoologică localizată în partea de sud a județului Constanța, în Podișul Oltinei, la nord-vest de satul Esechioi. Aria protejată a fost înființată în 1980 și ocupă o suprafață de 27,7 ha. 